# Olatz Rivera Olmedo
Olatz Rivera Olmedo (* 7. Oktober 1996 in Bilbao) ist eine spanische Fußballschiedsrichterin.

## Werdegang
Rivera Olmedo begann im Alter von 18 Jahren als Schiedsrichterin. Sie leitet seit der Saison 2017/18 Spiele in der Primera División.
Seit 2022 steht Rivera Olmedo auf der Liste der FIFA-Schiedsrichter und leitet internationale Fußballpartien. Seit der zweiten Hälfte der Saison 2024/25 gehört sie zur Gruppe der UEFA-Elite-Schiedsrichterinnen.
Rivera Olmedo pfiff bzw. pfeift unter anderem Spiele in der Qualifikation zur Women’s Champions League, zur U17-Europameisterschaft und zur Weltmeisterschaft 2023. Zudem wurde sie als Unterstützungsschiedsrichterin für die U-17-Weltmeisterschaft 2024 nominiert.
Für die Europameisterschaft 2025 war Rivera Olmedo ursprünglich nur als vierte Offizielle nominiert. Mit der Partie Polen gegen Dänemark bekam sie ihr erstes Spiel als Hauptschiedsrichterin des Turniers zugeteilt.

## Einsätze bei der Fußball-Europameisterschaft 2025
| Phase        | Datum         | Spielort | Heimmannschaft | Gastmannschaft | Ergebnis  |
| ------------ | ------------- | -------- | -------------- | -------------- | --------- |
| Gruppenphase | 12. Juli 2025 | Luzern   | Polen          | Dänemark       | 3:2 (2:0) |